# تدفق الدم
تدفق الدم هي دورة الدم المستمرة في الجهاز القلبي الوعائي وتضمن هذه العملية نقل المغذيات والهرمونات والنفايات الأيضية والأكسجين وثاني اكسيد الكربون في جميع أنحاء الجسم للحفاظ الأيض على مستوى الخلية وتنظيم درجة الحموضة والضغط الأسموزي ودرجة حرارة الجسم كامل، والحماية من المضار الميكروبية والميكانيكية.
ويسمى العلم المخصص لوصف فيزياء تدفق الدم ديناميكا الدم. ولفهم أساسه من المهم أن تكون على دراية بتشريح الجهاز القلبي الوعائي وديناميكا الدم. ومع ذلك فمن المهم أن نذكر أن الدم ليس السائل النيوتوني، والأوعية الدموية ليست أنابيب جامدة، لذلك الهيدروناميكا الكلاسيكي غير قادر على شرح ديناميكا الدم.

## الدم وتركيبة
يتركب الدم من البلازما وعناصر الدم المتشكلة، ويحتوي البلازما على الماء بنسبة 91.5% والبروتينات بنسبة 7% والمذوبات الأخرى بنسبة 1.5%. وعناصر الدم المتشكلة هي الصفائح الدموية وخلايا الدم البيضاء وخلايا الدم الحمراء.كما أن وجود هذه العناصر المتشكلة وتفاعلها مع جزيئات البلازما هي السبب الرئيسي لاختلاف الدم كثيرا عن سوائل نيوتوني المثالية.

## ميكانيكا الدورة الدموية
الميكانيكا هي دراسة الحركة (أو التوازن) والقوى التي تسببها. يتنقل الدم في الأوعية الدموية في حين يعمل القلب كالمضخة للدم. جدران أوعية القلب مرنة ومتحركة، مما يمكّن الدم والجدار لبذل القوات كل منهما على الآخر وهذا بدوره يؤثر على حركة كل منها على حده. ولذلك، لفهم ميكانيكا الدورة الدموية، من المفيد استعراض الميكانيكا الأساسية للسوائل والمواد الصلبة المرنة (الزخم) وطبيعة القوات التي تبذل بين مادتين متحركة متلامسة.

## السرعة
غالبا ما يعبر عنه بـ سم / ثانية. وترتبط هذه القيمة عكسيا بمساحة المقطع العرضي الكلي للأوعية الدموية ويختلف أيضا في نسبة المقطع العرضي، لأن تدفق الدم في الحالة الطبيعية له خصائص صفائحية، ولهذا السبب تعتبر سرعة تدفق الدم أسرع في وسط الوعاء وأبطأ في جدار الوعاء، وفي معظم الحالات يتم استخدام متوسط السرعة. كما أن هناك العديد من الطرق لقياس سرعة تدفق الدم مثل ميكروسكوبينج فيديوكابيلاري مع تحليل الإطار إلى الإطار، أو ليزر دوبلر. وسرعة الدم في الشرايين أثناء الانقباض أعلى منها أثناء الانبساط، كما أن المعيار الوحيد لقياس هذا الفرق هومؤشر اللدونة وهو يساوي الفرق بين سرعة الانقباض القصوى وسرعة الانبساط الدنيا مقسوماً على متوسط السرعة خلال دورة القلب وهذه القيمة تتناقص مع المسافة من القلب.
{\displaystyle PI={\frac {v_{systole}-v_{diastole}}{v_{mean}}}}

## العلاقة بين سرعة تدفق الدم ومساحة المقطع العرضي الكلي في الإنسان
| نوع الأوعية الدموية          | مساحة المقطع العرضي الكلي | سرعة الدم سم/ثانية |
| ---------------------------- | ------------------------- | ------------------ |
| الوتين                       | 23-5 سم                   | 40 سم/ثانية        |
| الشعيرات                     | 24500-6000 سم             | 0.03 سم/ثانية      |
| الوريد الأجوف السفلي والعلوي | 214 سم                    | 15 سم/ثانية        |

## الإجهاد
عندما يتم تطبيق قوة على مادة ما تبدأ بالتشوه أو التحرك. إذ أن القوة اللازمة لتشوه المادة (مثلاً لجعل السائل يتدفق) تزيد مع حجم سطح المادة (A). ويتناسب مقدار هذه القوة (F) مع مساحة (A) لجزء من السطح. لذلك، يسمى مقدار (A/F) والتي هي القوة لكل وحدة المساحة بالإجهاد. ويعتمد إجهاد القص في الجدار الذي يرتبط مع تدفق الدم من خلال الشريان على حجم الشريان وعلم الهندسة ويمكن أن تتراوح بين 0.5 إلى 4 باسكال.
{\displaystyle \sigma ={\frac {F}{A}}}.
في ظل الظروف الطبيعية، لتجنب تعصد وتجلط وانتشار العضلات الملساء واستماتة الخلايا البطانية، وإبقاء إجهاد القص حجمه واتجاهه داخل نطاق مقبول. وفي بعض الحالات التي تحدث بسبب مطرقة الدم يصل إجهاد القص لقيم أكبر. في حين أنه قد يغير التدفق العكسي اتجاه الإجهاد تبعا لظروف الدورة الدموية. لذلك، يمكن أن يؤدي هذا الوضع إلى مرض تصلب الشرايين.

القص الصفحي للسوائل بين لوحين. الاحتكاك بين السائل وحدود التحرك يتسبب بقص السائل (التدفق). والقوة المطلوبة لهذا العمل لكل وحدة مساحية هي الإجهاد. كما تحدد العلاقة بين الإجهاد (القوة) ومعدل القص (سرعة التدفق) اللزوجة.

## لزوجة البلازما
تتصرف بلازما الدم الطبيعي كسائل نيوتن في معدلات القص الفسيولوجية. فالقيم النموذجية للزوجة بلازما الإنسان الطبيعية عند 37 درجة مئوية هي1.4 mN•s/m2
تختلف لزوجة البلازما الطبيعية مع درجة الحرارة كما يفعل ذلك من مياه مذيباتها وتقلل زيادة 5 درجة مئوية من درجة الحرارة في نطاق الفسيولوجية من لزوجة البلازما بحوالي 10%.

## الضغط الأسموزي للبلازما
تحدد عدد من الجزيئات الموجودة ودرجة الحرارة الضغط الاسموزي للمحلول. على سبيل المثال، محلول 1مولي من مادة تحتوي على 6.022 × 1023 جزيئة لكل لتر من تلك المادة وفي 0 درجة مئوية لها ضغط اسموزي 2.27 ميجا باسكال (22.4 وحدة الضغط الجوي). يؤثر الضغط الاسموزي للبلازما على ميكانيكا الدورة الدموية في عدة طرق. ويسبب تبدل فرق الضغط الاسموزي عبر غشاء خلية الدم تحولاً في الماء وتغييراً في حجم الخلية. وتؤثر التغييرات في الشكل والمرونة على الخواص الميكانيكية للدم كامل. كما أن أي تغيير في بلازما الضغط الاسموزي يغير مكداس الدم، وهو تركيز حجم خلايا الدم الحمراء في الدم كامل من خلال إعادة توزيع المياه بين داخل الأوعية الدموية والأحياز خارج الأوعية. وهذا بدوره يؤثر على ميكانيكا الدم كامل.

## خلايا الدم الحمراء
خلايا الدم الحمراء مرنة للغاية وثنائية التقعر في شكلها. وغشائها له معامل يونغ في ناحية 106 باسكال. كما أن التشوه في خلايا الدم الحمراء ناجمة عن إجهاد القص. فعندما يقص المستعلق تتشوه خلايا الدم الحمراء وتدور بسبب انحدار السرعة عند معدل التشوه وتدور تبعاً لمعدل القص والتركيز. وهذا يمكن أن يؤثر في ميكانيكا الدورة الدموية وقد يؤدي إلى تعقيد قياس لزوجة الدم. وصحيح أن تدفق السائل اللزج في حالة منتظمة من خلال هيئة كروية صلبة مغمورة في السائل، حيث أننا نفترض الجمود لا يكاد يذكر في مثل هذا التدفق. ويعتقد أن قوة جاذبية الجسيمات إلى الأسفل متوازن بواسطة قوة السحب اللزجة. ومن هذه القوة فالتوازن بين سرعة السقوط التي يمكن أن تظهر تعطى من قبل قانون ستوكس.
{\displaystyle U_{s}={\frac {2}{9}}{\frac {\left(\rho _{p}-\rho _{f}\right)}{\mu }}g\,a^{2}}
حيث (A)هو نصف قطر الجسيمات pp، pf هي الجسيمات المتوالية وكثافة السائل μ لزوجة السائل، g هي تسارع الجاذبية. من المعادلة المذكورة أعلاه يمكن أن نرى أن سرعة ترسب الجسيمات يعتمد على مربع نصف القطر. إذا تحررت الجسيمات عن البقية في السائل، سرعة ترسبها زيادات إلى أن تصل قيمة ثابتة تسمى السرعة النهائية (U)، كما هو موضح أعلاه
وقد نظرنا في تدفق الدم وتكوين الدم. قبل أن ننظر في هذه المسألة الرئيسية، تخفيف الدم، فلنأخذ لمحة تاريخية عن استخدام الدم. استخدامه العلاجي ليست ظاهرة حديثة. فالكتابات المصرية التي تعود سنة 2000 توحي بأن ابتلاع الدم عن طريق الفم وسيلة مداواة مستقلة للجذام. فالتجارب مع عمليات نقل الدم عن طريق الحقن الوريدي الأولى بدأت بداية القرن السادس عشر، وفي السنوات ال 50 الماضية مجال الطب في نقل الدم قد أحرزت تقدما بشكل ملحوظ، جلب معه زيادة في استخدام الدم ومشتقاته. ومع ذلك، فإن الاستخدام العلاجي للدم يأتي بمخاطر كبيرة. ونتيجة لذلك، فإن العديد من الأشخاص يبحثون عن بدائل لنقل الدم كامل. واليوم، برامج الطب الغير دموي والجراحة وضعت ليس فقط لناس من بعض المعتقدات الدينية، بل أيضا للمرضى الذين يخشون من مخاطر نقل الدم والرغبة في اتخاذ الاحتياطات الطبية الأفضل المحتملة.

## تخفيف الدم
تخفيف الدم هو تخفيف تركيز خلايا الدم الحمراء ومكونات البلازما عن طريق استبدال جزء من الدم بالغروية أو البلورانيات. وهي إستراتيجية لتجنب تعرض المرضى لمخاطر نقل الدم المتطابق.
تخفيف الدم يمكن أن يكون سوائية حجم الدم والتي كما قلنا يعني التخفيف من مكونات الدم الطبيعية عن طريق استخدام موسعات. وخلال تخفيف الدم سوي حجم الدم الحاد يحتوي الدم المفقود خلال العملية الجراحية على عدد أقل نسبيا من خلايا الدم الحمراء في كل مليمتر، وبالتالي التقليل من فقدان الدم كامل أثناء العملية. ولذلك، دم المريض المفقود أثناء الجراحة في الواقع لا يضيع بل يتم تنقية هذه الكمية ويعاد توجيهها داخل جسم المريض.
ومن ناحية أخرى هناك تخفيف الدم فرط حجم الدم. وهنا بدلا من تبادل دم المريض في وقت واحد كما هو الحال في تخفيف الدم سوي حجم الدم الحاد، تتم طريقة فرط حجم الدم من خلال استخدام توسيع الحجم قبل الجراحة الخطيرة دون إزالة أي دم. وفي اختيار السائل يجب التأكد عند خلط الدم المتبقي في دوران الأوعية الدقيقة كما هو الحال في سائل الدم الأصلي للاحتفاظ بجميع خصائصه من اللزوجة. وفي تقديم حجم تخفيف الدم سوي حجم الدم الحاد ينبغي تطبيق دراسة واحدة تشير إلى نموذج حسابي من تخفيف الدم سوي حجم الدم الحاد الذي يحسب اقصى حد ممكن من وفورات كتلة الخلايا الحمراء باستخدام تخفيف الدم سوي حجم الدم الحاد، ويعطى المرضى وزن مكداس الدم الأولي والحد الأدنى من مكداس الدم الآمن ولا داعي للقلق. كما انه مرفق بهذه الوثيقة مسرد للمصطلحات المستخدمة.
للحفاظ على سوائية حجم الدم يجب ان يستبدل تخفيف الدم المناسب بسحب الدم الذاتي في وقت واحد. ومن الناحية المثالية، يتحقق ذلك بنقل تبادل إيسوفوليميا للبلازما البديل مع الضغط الاسموزي الغرواني. والغروانية هي السوائل التي تحتوي على الجسيمات الكبيرة بما يكفي لإجهاد الضغط الجرمي عبر غشاء الأوعية الدموية الصغرى. وعند مناقشة استخدام الغروانية أو البلوراني، لا بد من التفكير في كل مكونات معادلة ستارلينغ:
{\displaystyle \ Q=K([P_{c}-P_{i}]S-[P_{c}-P_{i}])}
لتحديد الحد الأدنى لمكداس الدم الآمن يستحسن اعطاء المريض المعادلة التالية فهي مجدية:
{\displaystyle \ BL_{s}=EBV\ln {\frac {H_{i}}{H_{m}}}}
حيث أن EBV هو حجم الدم المقدر واستخدمت 70 مل/كغ في هذا النموذج، ومكداس الدم الأولي (الهيماتوكريت الأولية) هو الهيماتوكريت الأولية للمريض. ومن الواضح من المعادلة أعلاه أن حجم الدم الذي أزيل أثناء تخفيف الدم سوي حجم الدم الحاد للحد الأدنى من مكداس الدم الآمن نفسها مطلوب أقصى حد لفقدان الدم بدون تخفيف الدم سوي حجم الدم الحاد قبل نقل الدم المطابق. كما أن كمية الدم المراد إزالته تعتمد عادة على الوزن وليس الحجم. عدد الوحدات التي تحتاج إلى إزالة لتخفيف الدم إلى أقصى حد للهيماتوكريت الآمن ويمكن ايجاد تخفيف الدم سوي حجم الدم الحاد بواسطة:
{\displaystyle ANH={\frac {BL_{s}}{450}}}
ويستند هذا على افتراض أن كل وحدة أزيلت عن طريق تخفيف الدم لديها حجم 450 مل (الحجم الفعلي للوحدة سوف تختلف إلى حد ما منذ الانتهاء من جمع سرعة التباطؤ التلقائية تعتمد على الوزن وليس الحجم). يفترض النموذج أن قيمة تخفيف الدم تساوي الحد الأدنى من مكداس الدم الآمن قبل الجراحة، وبالتالي فإن إعادة نقل ما بين الدم التي حصل عليها تخفيف الدم يجب أن تبدأ عندما يبدأ بفقدان الدم الجراحية. يمكن حساب كتلة الخلايا الحمراء المتاحة لإعادة التحويل بعد تخفيف الدم سوي حجم الدم الحاد من مكداس الدم الأولي للمريض ومكداس الدم النهائي بعد التمديد الدموي (الحد الأدنى من مكداس الدم الآمن).
```
:

  

    

      

        
R

        
C

        
M

        
=

        
E

        
V

        
B

        
×

        
(

        

          
H

          

            
i

          

        

        
−

        

          
H

          

            
m

          

        

        
)

      

    

    
{\displaystyle RCM=EVB\times (H_{i}-H_{m})}

  

```

الحد الأقصى لفقدان الدم الجراحي ممكنه عند استخدام تخفيف الدم سوي حجم الدم الحاد دون الوقوع تحت الحد الأدنى من مكداس الدم الآمن بافتراض أن كل دم يزال خلال تخفيف الدم سوي حجم الدم الحاد ترجع للمريض بمعدل كاف للحفاظ على مكداس الدم في مستوى حد أدنى آمن.
```
:

  

    

      

        
B

        

          
L

          

            
H

          

        

        
=

        

          

            

              
R

              
C

              

                
M

                

                  
H

                

              

            

            

              
H

              

                
m

              

            

          

        

      

    

    
{\displaystyle BL_{H}={\frac {RCM_{H}}{H_{m}}}}

  

```

وإذا تم استخدام تخفيف الدم سوي حجم الدم الحاد طالما فقدان الدم الجراحي لا يتجاوز مطلوب اقصى حد محتمل لفقدان الدم عندما يستخدم تخفيف الدم سوي حجم الدم الحاد قبل نقل الدم المطابق لا يكون هناك أي حاجة لنقل الدم. يمكننا أن نستنتج مما سبق أن تخفيف الدم ينبغي ألا يتجاوزs. فإن الفرق بين مطلوب اقصى حد محتمل لفقدان الدم عندما يستخدم تخفيف الدم سوي حجم الدم الحاد قبل نقل الدم المطابق ومطلوب أقصى حد لفقدان الدم بدون تخفيف الدم سوي حجم الدم الحاد قبل نقل الدم المطابق وبالتالي هو الإضافية فقدان الدم الجراحية
{\displaystyle \ {BL_{i}}={BL_{H}}-{BL_{s}}}
محتمل فقدان دم إضافي عند تخفيف الدم سوي حجم الدم الحاد) ممكن عند استخدام تخفيف الدم سوي حجم الدم الحاد.
{\displaystyle {RCM_{i}}={BL_{i}}\times {H_{m}}}

## مسرد المصطلحات
| ANH  | تخفيف الدم سوي حجم الدم الحاد                                                                   |
| ANHu | عدد الوحدات خلال تخفيف الدم سوي حجم الدم الحاد                                                  |
| BLH  | مطلوب اقصى حد محتمل لفقدان الدم عندما يستخدم تخفيف الدم سوي حجم الدم الحاد قبل نقل الدم المطابق |
| BLI  | محتمل فقدان دم إضافي عند تخفيف الدم سوي حجم الدم الحاد ((BLH – BLs                              |
| BLs  | مطلوب أقصى حد لفقدان الدم بدون تخفيف الدم سوي حجم الدم الحاد قبل نقل الدم المطابق               |
| EBV  | حجم الدم المقدر (70 مل/كجم)                                                                     |
| Hct  | مكداس الدم أعربت دائماً هنا ككسر                                                                 |
| Hi   | مكداس الدم الأولي                                                                               |
| Hm   | الحد الأدنى من مكداس الدم الآمن                                                                 |
| PRBC | مكافئ خلايا الدم الحمراء المعبأة االمنقذة بتخفيف الدم سوي حجم الدم الحاد                        |
| RCM  | كتلة الخلايا الحمراء                                                                            |
| RCMH | كتلة الخلايا متوفر للنقل بعد تخفيف الدم سوي حجم الدم الحاد                                      |
| RCMI | كتلة الخلايا الحمراء المنقذة بتخفيف الدم سوي حجم الدم الحاد                                     |
| SBL  | فقدان الدم الجراحية                                                                             |